# Coccochondra
Coccochondra é um género botânico pertencente à família Rubiaceae.